# Yusuf al-Azma

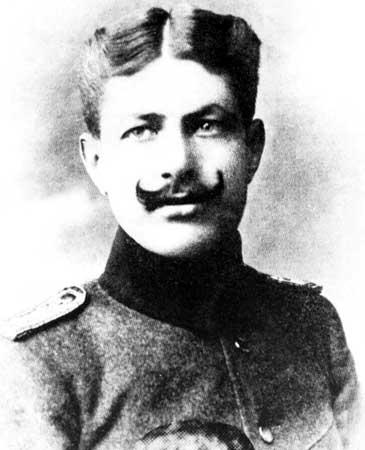
Yusuf al-Azma.

Yusuf al-Azma (arabiska: يوسف العظمة), född 1883 i Damaskus, död 24 juli 1920, var krigsminister och stabschef över de väpnade trupperna i Syrien under prins Faisal (senare Faisal I av Irak) 1918–1920. Han var general i osmanska armén, innan han deltog i Arabiska revolten mot det Osmanska riket, i vilket Syrien kortvarigt erhöll självständighet 1918.
I det hemliga Sykes-Picot-avtalet 1916 delade kolonialmakterna Storbritannien, Frankrike och Ryssland upp det osmanska väldet mellan sig och Syrien tillföll Frankrike, varpå Nationernas förbund officiellt tilldelade Frankrike mandat över den unga nationen. Frankrikes överkommissarie i Syrien, Henri Joseph Eugène Gouraud, utfärdade ett dekret 1920 i vilket det stipulerades att den syriska armén skulle ge upp sina vapen och foga sig under fransk kontroll. Prins Faisal godtog fransmännens krav, men al-Azma vägrade. Han organiserade en liten militär enhet bestående av soldater som fått order om upplösning samt civilister, allesamman dåligt rustade i jämförelse med de franska kolonialisterna.
Utan att ha några illusioner om utgången av den kommande striden, ville al-Azma slå fast att Syrien aldrig givit upp utan strid och därmed accepterat den franska ockupationen. Med 3 000 man mötte hans syriska armé den 9 000 man starka franska armén ett par mil utanför Damaskus. Syrierna besegrades och al-Azma stupade, men slaget gav eko runt om i Syrien och kampen mot ockupationen fortsatte fram till självständigheten 1946.
Idag är Yusuf al-Azma ihågkommen i Syrien som martyr och nationalhjälte. Han står staty i centrala Damaskus.